# 山梨県道420号高下鰍沢線
山梨県道420号高下鰍沢線（やまなしけんどう420ごう たかおりかじかざわせん）は、山梨県南巨摩郡の富士川町を通る一般県道である。

## 概要

### 路線データ
- 起点：山梨県南巨摩郡富士川町高下
- 終点：山梨県南巨摩郡富士川町鰍沢（信号無交差点＝山梨県道42号韮崎南アルプス富士川線交点）

## 通過する自治体
- 南巨摩郡富士川町

## 交差・接続する道路
- 山梨県道42号韮崎南アルプス富士川線（南巨摩郡富士川町・信号無交差点）

## 周辺
- 富士川町立増穂南小学校
- 穂積郵便局
- 甲府地方法務局 鰍沢支局
- 鰍沢簡易裁判所